# محمد هادي الحويلة
محمد هادي هايف عبد الله الحويلة العجمي (7 أبريل 1971 - )؛ نائب سابق في مجلس الأمة الكويتي، ابن النائب السابق هادي الحويلة.

## سيرته
محمد الحويلة حاصل على الدكتوراه في الإدارة وماجستير في العلوم السياسية وعمل عضو هيئة تدريس في أكاديمية سعد العبد الله للعلوم الأمنية والجامعة العربية المفتوحة ويحظى بعضوية المعهد الدولي للدراسات الإستراتيجية والمعهد الملكي للدراسات الدولية في لندن وعضو في جمعية الصحافيين الكويتية وجمعية الصحافيين الدولية وحاز على عضوية مجلس الأمة في الدائرة الخامسة بنجاح خلال سنوات 2008 و2009 و2013، 2016و2020 و2022.

## أبرز مواقفه في مجلس الأمة

### مجلس الأمة 2016
| استجواب الوزيرة هند الصبيح (يناير 2018)                  | ضد الاستجواب |
| استجواب الوزير بخيت الرشيدي (2018)                       | ضد الاستجواب |
| استجواب الوزيرة هند الصبيح (مايو 2018)                   | ضد الاستجواب |
| استجواب الوزير خالد الروضان (2019)                       | ضد الاستجواب |
| استجواب الوزير محمد الجبري (2019)                        | ضد الاستجواب |
| استجواب الوزير نايف الحجرف (2019)                        | ضد الاستجواب |
| استجواب الوزير براك الشيتان (2020)                       | ضد الاستجواب |
| استجواب الوزير أنس الصالح (أغسطس 2020)                   | ضد الاستجواب |
| استجواب الوزير سعود هلال الحربي (أغسطس 2020)             | مع الاستجواب |
| استجواب الوزير سعود هلال الحربي (سبتمبر 2020)            | ضد الاستجواب |
| استجواب الوزير أنس الصالح (سبتمبر 2020)                  | مع الاستجواب |
| تصويت فتح باب ما يستجد من أعمال (تعديل النظام الانتخابي) | موافق        |

### مجلس الأمة 2020
| استجواب الوزير حمد جابر العلي (يناير 2022)    | ضد الاستجواب |
| استجواب الوزير أحمد ناصر الصباح (فبراير 2022) | مع الاستجواب |
| استجواب الوزير علي حسين الموسى (مارس 2022)    | مع الاستجواب |